# ناحیه اندینتاون، شهرستان بورا، ایلینوی
ناحیه اندینتاون، شهرستان بورا، ایلینوی (به انگلیسی: Indiantown Township) یک منطقهٔ مسکونی در ایالات متحده آمریکا است که در شهرستان بورا، ایلینوی واقع شده‌است. ناحیه اندینتاون ۷۱۱ نفر جمعیت دارد و ۲۵۷ متر بالاتر از سطح دریا واقع شده‌است.